# Déploration sur le Christ mort
La Déploration sur le Christ mort est un tableau réalisé par Andrea Solari vers 1509-1510. L’œuvre de 178 × 163 cm, une peinture à l'huile sur toile collée sur un panneau de bois, est exposée au musée du Louvre à Paris.

## Description et sujet iconographique

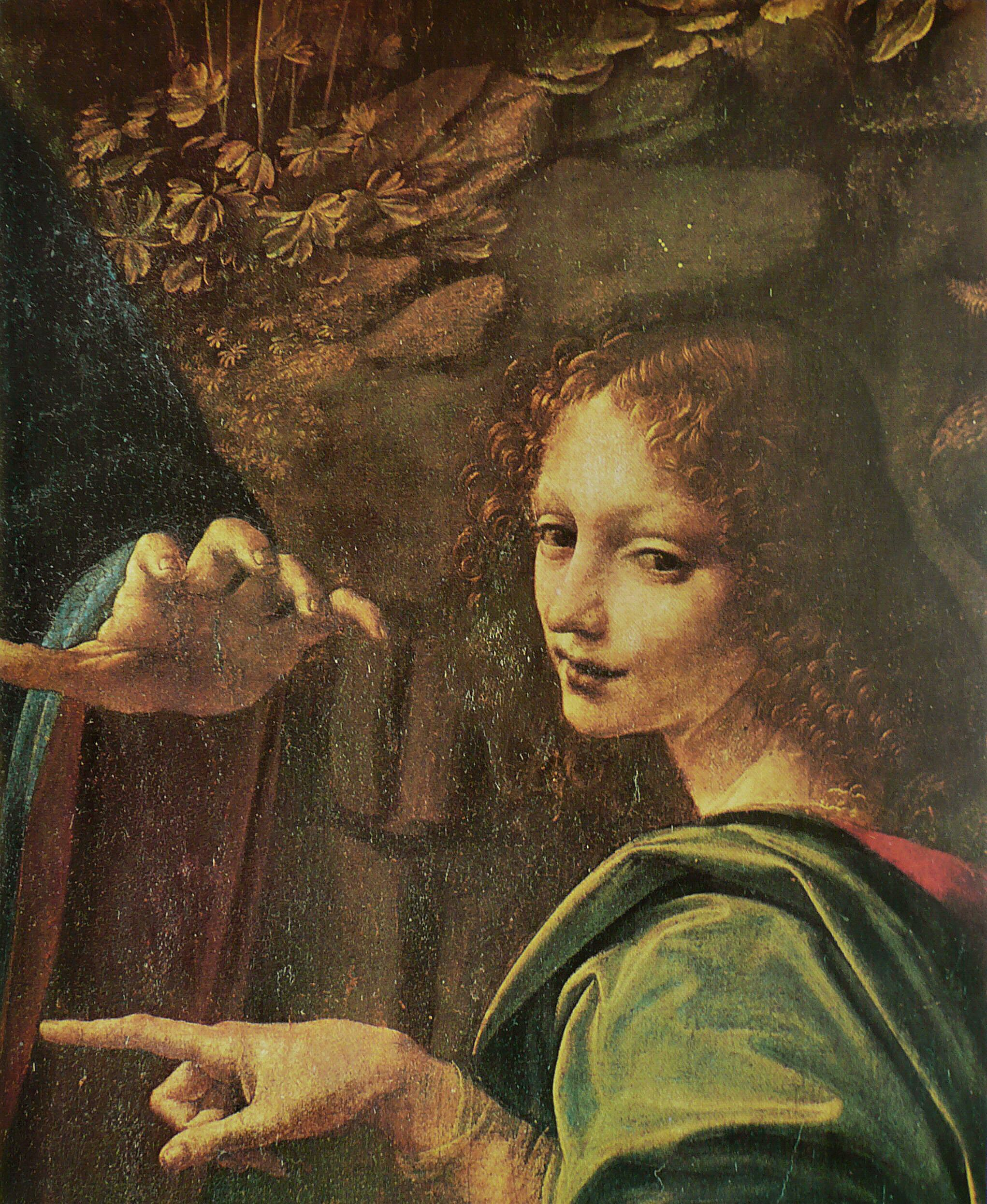
Détail du tableau de Léonard.

La Déploration du Christ, épisode de la Passion, suit sa mort sur la Croix. Descendu de celle-ci, il est pleuré par trois femmes, dont sa mère, qui le prenant dans ses bras donne lieu, en scène isolée, à l'iconographie chrétienne de la Pietà. D'autres personnages entourent cette scène intime, comme des apôtres ou d'autres personnages masculins (saint Jean, Joseph d'Arimathie, Nicomède). Le lieu représenté est celui du Golgotha  représenté en fond paysager au delà du caisson de pierre de la mise au tombeau du Christ, qui sera la dernière scène avant la résurrection.
Le tableau est signé dans le coin inférieur droit Andrea Solario Mediolaniensis et cette attribution n’est pas remise en question. En revanche la date qui suit la signature est peu lisible et est interprétée à la fois comme 1509 ou 1510. Par ailleurs, les armoiries qui figurent à côté de la signature sont surpeintes : le blason original était celui de Georges Ier d’Amboise.
La figure de saint Jean est similaire à la même figure issue du tableau de Léonard de Vinci, La Vierge aux rochers.

## Historique
Ce tableau est peint en 1509 ou 1510 par Andrea Solari pour son mécène Georges Ier d’Amboise, qui l’avait invité en France en 1507 pour réaliser la décoration du château de Gaillon. La destination de cette œuvre n’est toutefois pas connue : ne figurant pas dans l’inventaire du mobilier de ce château en 1550, il est possible qu’elle ait été destinée au château de Vigny ou une autre propriété du cardinal.
Le tableau entre par la suite en possession de Claude de Longwy de Givry, puis de la famille de Chabot. Il est installé au château de Tanlay avant 1630 et y reste dans les siècles qui suivent. C’est finalement en 1978 qu’il quitte le château pour le musée du Louvre, ayant été l’objet d’une dation en paiement des droits de succession.